# Nassarius cerritensis
Nassarius cerritensis är en snäckart som först beskrevs av Arnold 1903.  Nassarius cerritensis ingår i släktet nätsnäckor, och familjen Nassariidae. Inga underarter finns listade i Catalogue of Life.